# Långtjärnen (Björna socken, Ångermanland, 708192-161962)
Långtjärnen är en sjö i Örnsköldsviks kommun i Ångermanland och ingår i Gideälvens huvudavrinningsområde. Sjön har en area på 0,231 kvadratkilometer och ligger 258,2 meter över havet. Sjön avvattnas av vattendraget Lockstaån.

## Delavrinningsområde
Långtjärnen ingår i det delavrinningsområde (708354-161754) som SMHI kallar för Utloppet av Långtjärnen. Medelhöjden är 348 meter över havet och ytan är 9,84 kvadratkilometer. Räknas de 27 avrinningsområdena uppströms in blir den ackumulerade arean 140,11 kvadratkilometer. Lockstaån som avvattnar avrinningsområdet har biflödesordning 3, vilket innebär att vattnet flödar genom totalt 3 vattendrag innan det når havet efter 98 kilometer. Avrinningsområdet består mestadels av skog (91 procent). Avrinningsområdet har 0,32 kvadratkilometer vattenytor vilket ger det en sjöprocent på 3,3 procent.

## Långtjärndammet
Vid Lägstaåns utflöde ur Långtjärnen anlades en damm - Långtjärndammet. Förmodligen användes Långtjärnen som besparingsdamm så att flottning av timmer kunde pågå även efter snösmältningen.

## Galleri

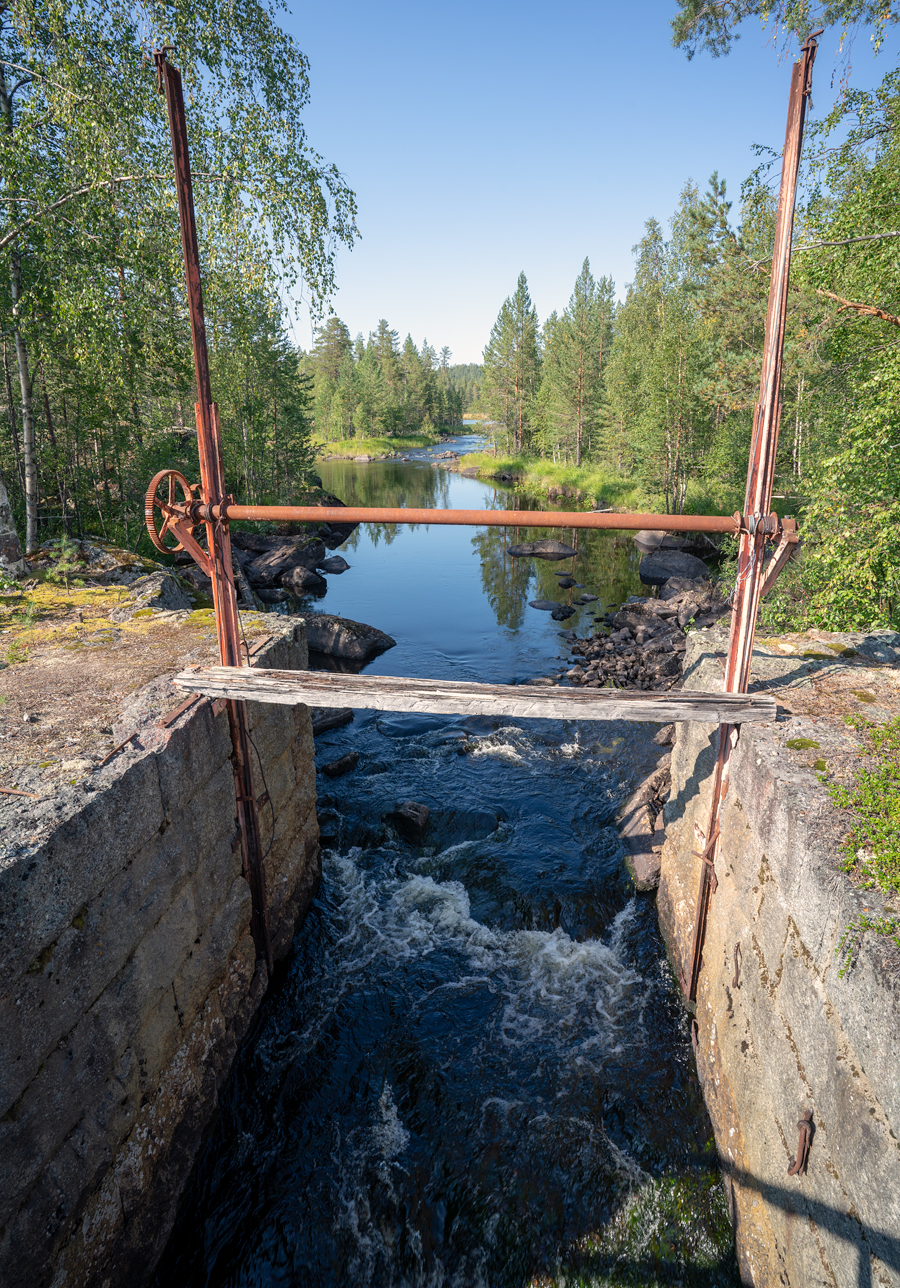
Resterna av dammluckan i Långtjärndammet vid vägen mot Vändåtberget.
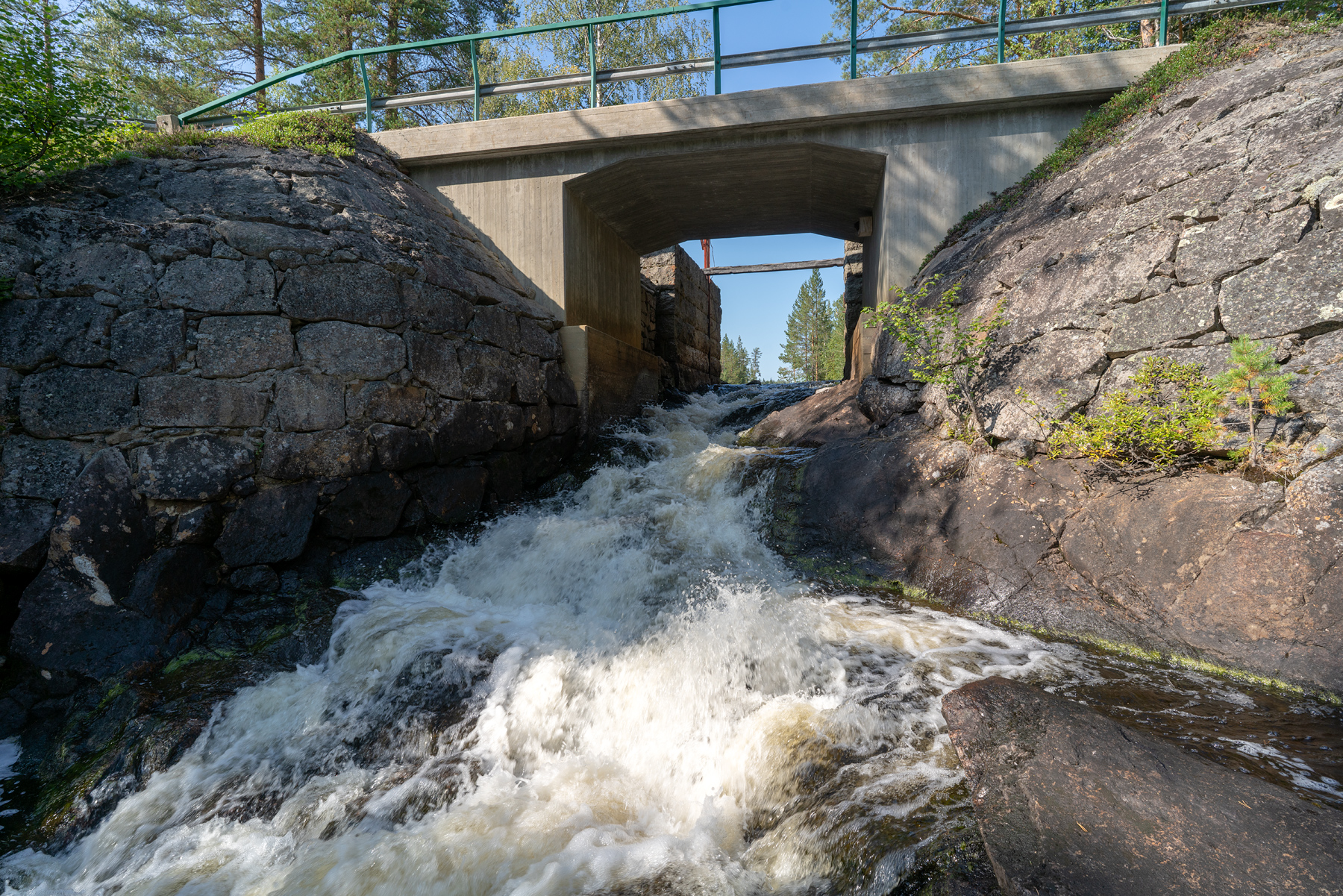
Lägstaån nedströms Långtjärndammet.
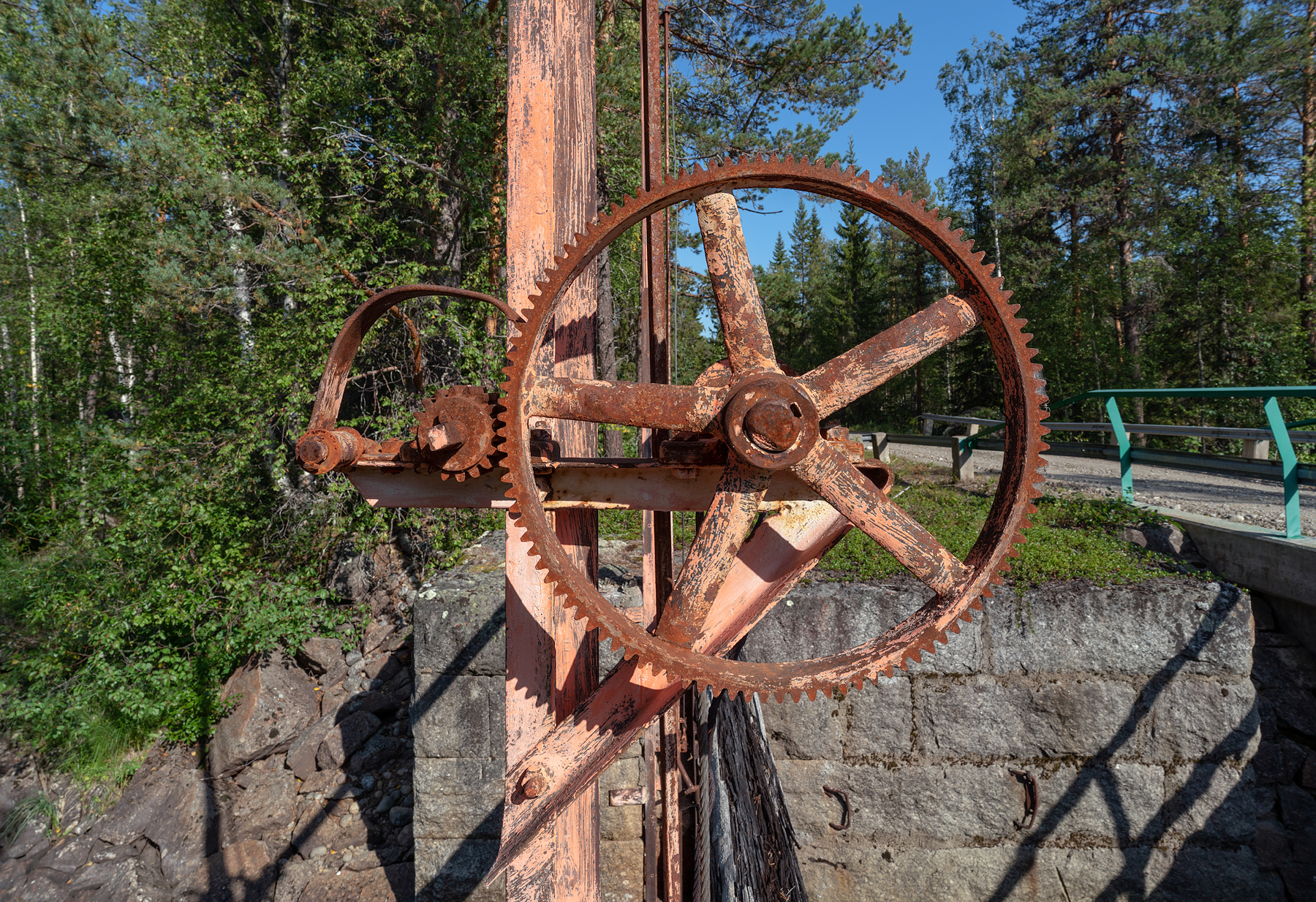
Dammluckan vid Långtjärndammet.
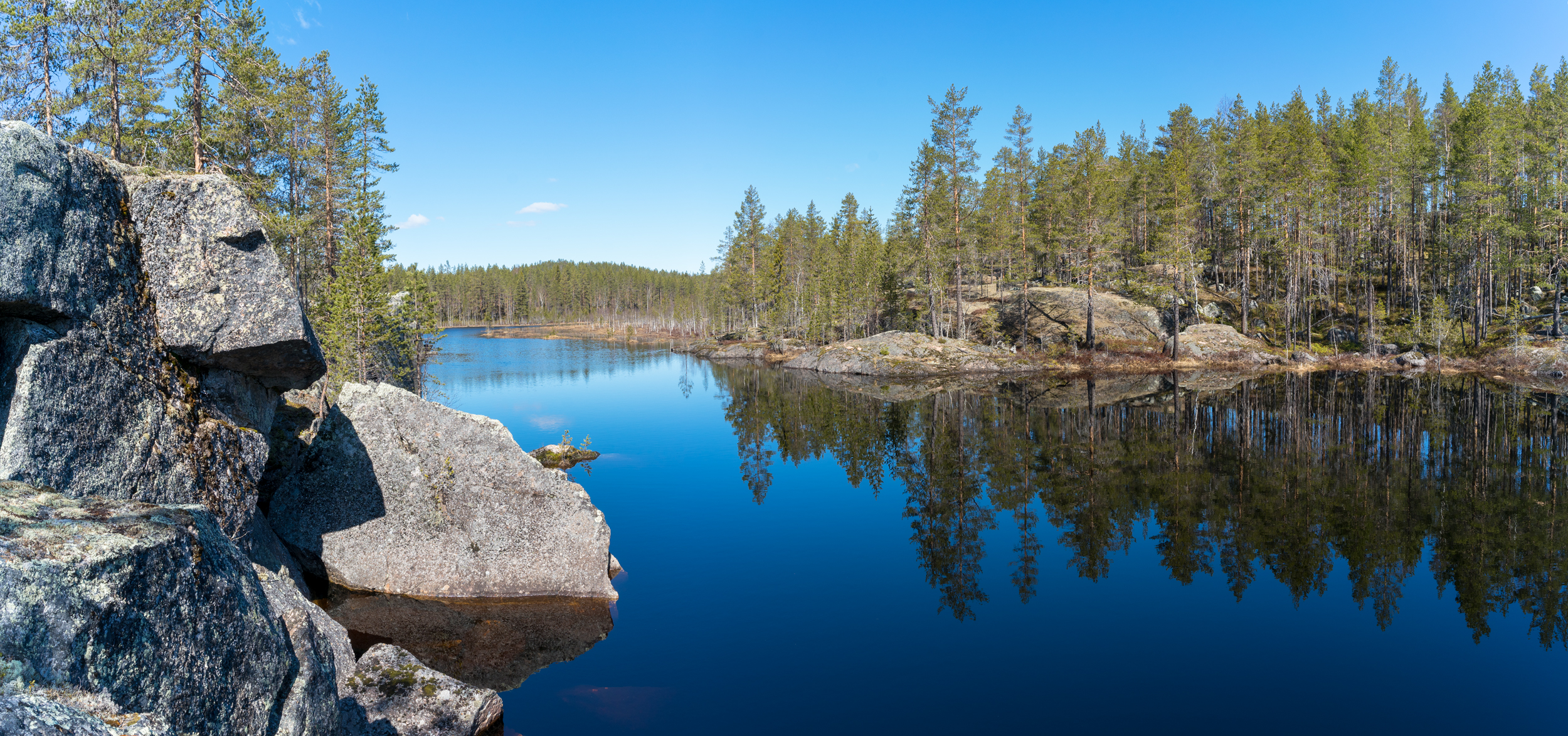
Långtjärnens sydöstra del innan utloppet i Lägstaån.
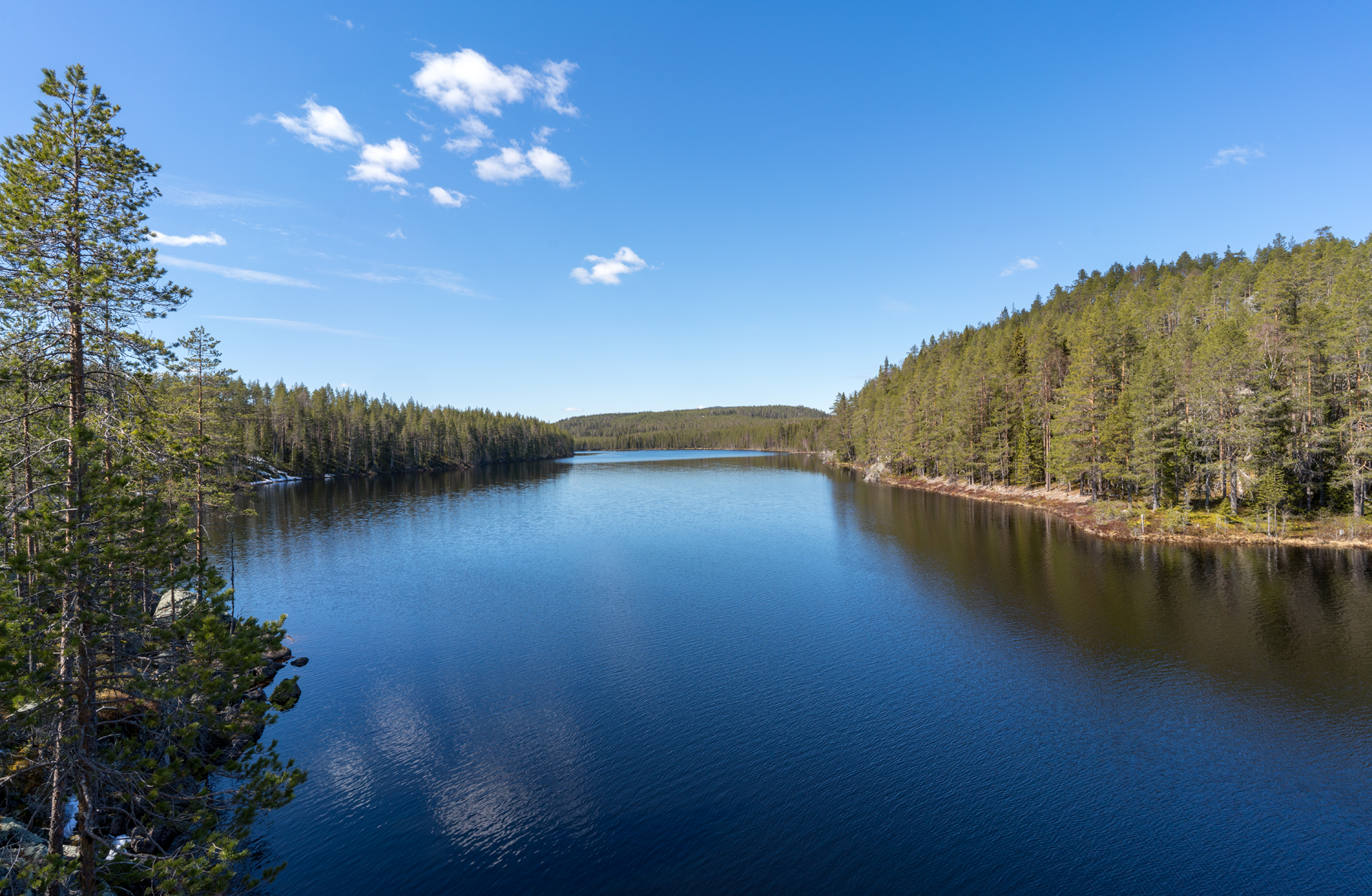
Långtjärnen - vy mot väster.